# Hoya carnosa
Hoya carnosa, popularmente conhecida como flor-de-cera é uma trepadeira originária da Ásia e da Austrália. Floresce na primavera, com cachos de flores pequenas e carnosas, em forma de estrela, que se assemelham a flores de cera. Elas não têm um cheiro muito forte durante o dia, quase nulo. Durante a noite exalam um odor muito perfumado e doce. Quando vão chegando ao seu tempo final de vida se fecham e ficam pretas da flor até o fim do ramo.